# Diga di San Pietroburgo
La diga di San Pietroburgo (russo: Комплекс защитных сооружений Санкт-Петербурга от наводнений) è una struttura costruita all'ingresso della baia della Neva (che si trova nel golfo di Finlandia nel mar Baltico) realizzata per proteggere San Pietroburgo dalle inondazioni.